# Loxopora dentilineata
Loxopora dentilineata är en fjärilsart som beskrevs av W. Warren 1914. Loxopora dentilineata ingår i släktet Loxopora och familjen mätare. Inga underarter finns listade i Catalogue of Life.